# Bockl-Radweg
Der Bockl-Radweg (auch Bocklradweg) ist ein 51 Kilometer langer Bahntrassenradweg auf der ehemaligen Bahnstrecke Neustadt–Eslarn, auf welcher früher der „Eslarner Bockl“ verkehrte. Es handelt sich um den längsten Bahntrassenradweg Bayerns.

## Lage und Verlauf
Der Bockl-Radweg liegt im Naturpark Nördlicher Oberpfälzer Wald im Landkreis Neustadt an der Waldnaab. Er verläuft gut 50 Kilometer von Neustadt an der Waldnaab in südöstlicher Richtung nach Eslarn.

## Geschichte
Der Betrieb des Eslarner Bockl war zum 1. Dezember 1995 endgültig eingestellt worden. Schon ein Jahr nach der Stilllegung der Strecke begann der Landkreis Neustadt an der Waldnaab in Kooperation mit den Anliegergemeinden sowie mit Mitteln aus der Naturparkförderung und der EU mit dem Bau der Strecke zwischen Eslarn und Vohenstrauß, das 24 Kilometer lange Teilstück wurde 1999 fertiggestellt. Ein weiterer Abschnitt (8 km) zwischen Neustadt an der Waldnaab und Floß konnte 2003 eröffnet werden, 2004 folgte das 9 Kilometer lange Teilstück zwischen Floss und Albersrieth. Der letzte Bauabschnitt, die Strecke zwischen Albersrieth und Vohenstrauß konnte am 30. Juli 2005 seiner Bestimmung übergeben werden. Die Gesamtkosten des Bocklradweges beliefen sich auf 2,2 Millionen Euro.

## Georadweg/Paneuropa-Radweg
Da der Bockl-Radweg den Bayerisch-Böhmischen Geopark mit Geotopen und Mineralfundorten durchquert, wird er auch als Georadweg bezeichnet.
Der Bockl-Radweg ist Bestandteil des Ende 2008 eingeweihten Paneuropa-Radwegs, der von Paris nach Prag führt.

## Bilder

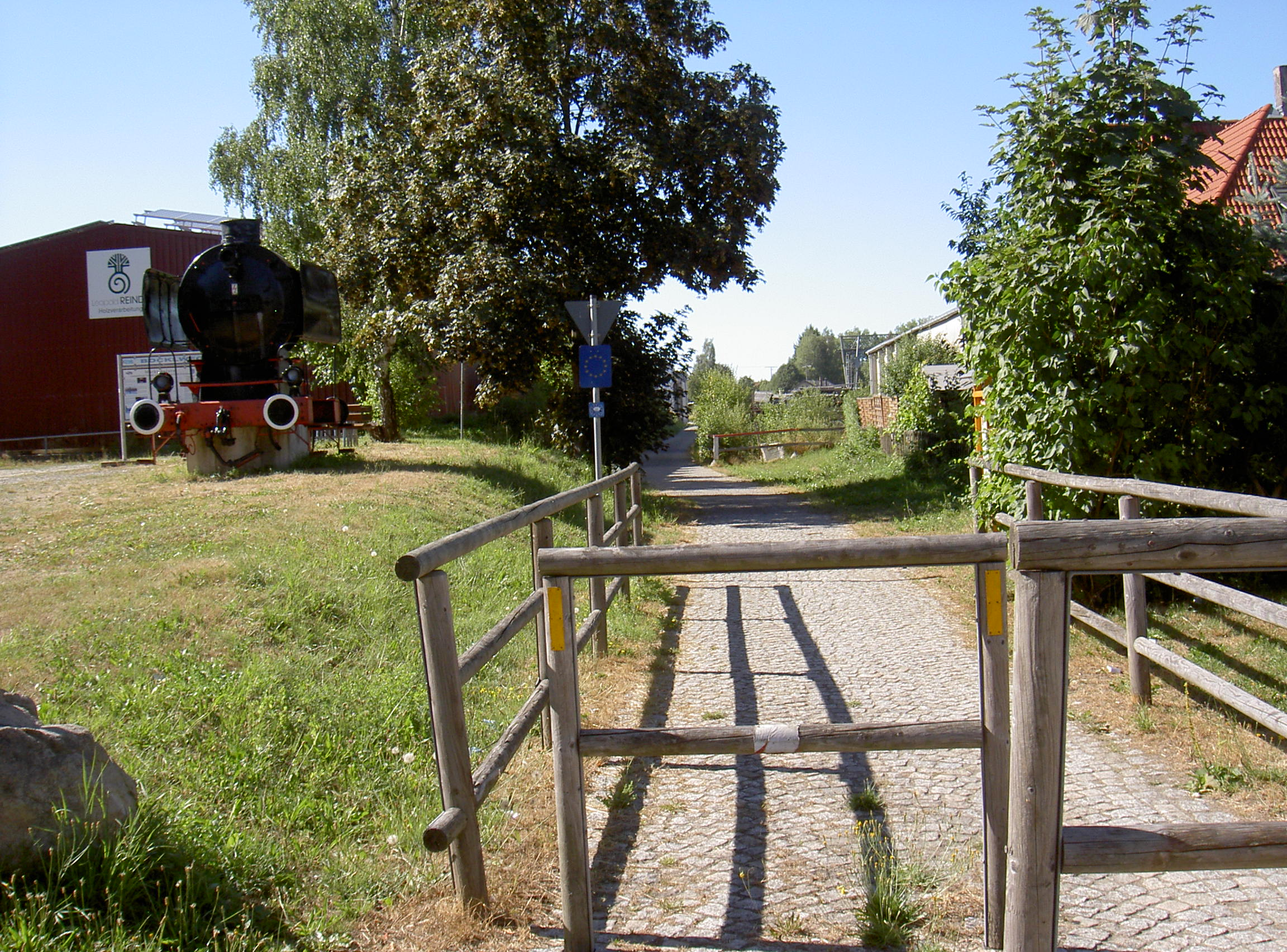
Bockl-Radweg beim Start in Eslarn
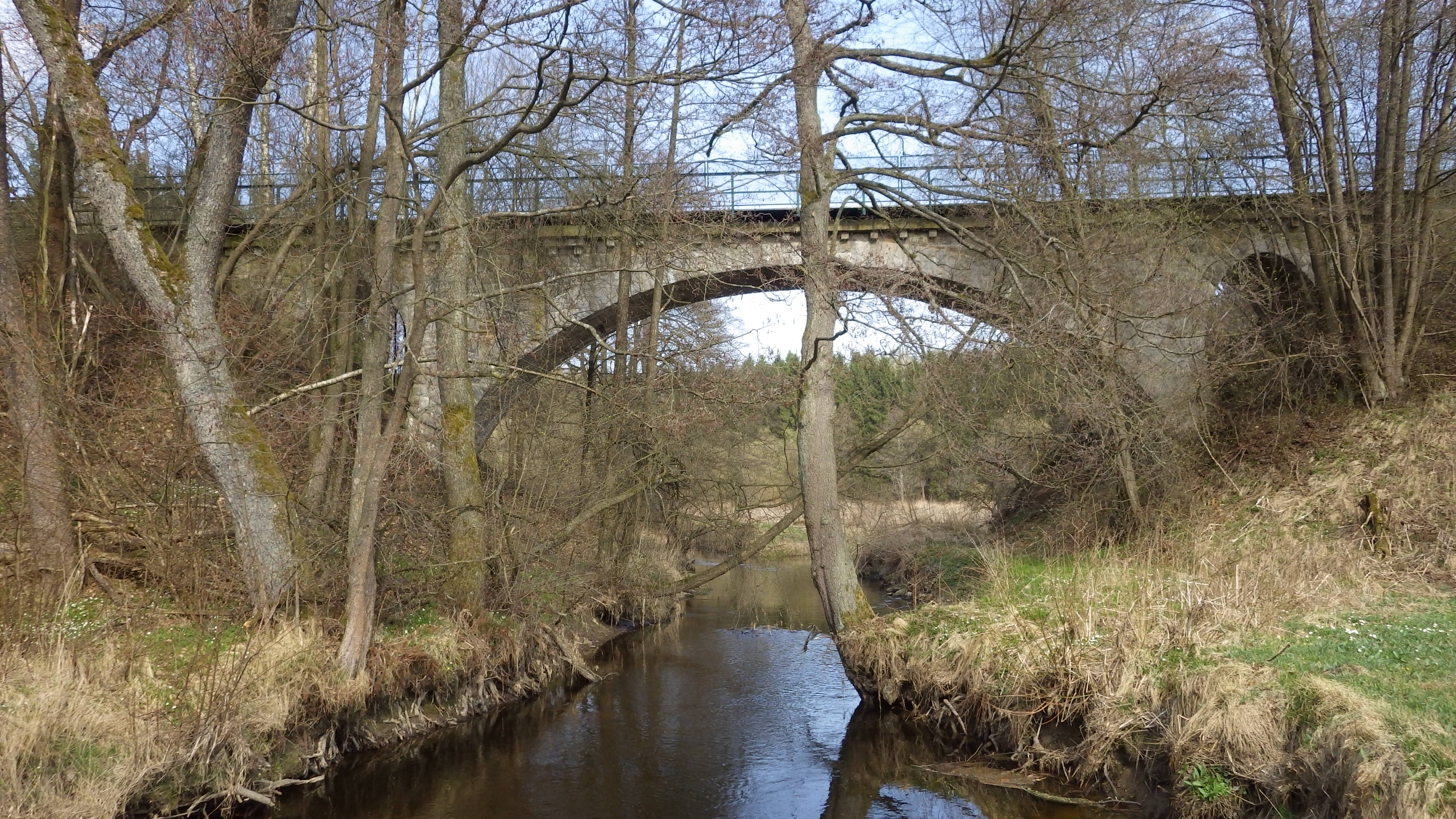
Bockl-Radweg bei der Zottbachbrücke
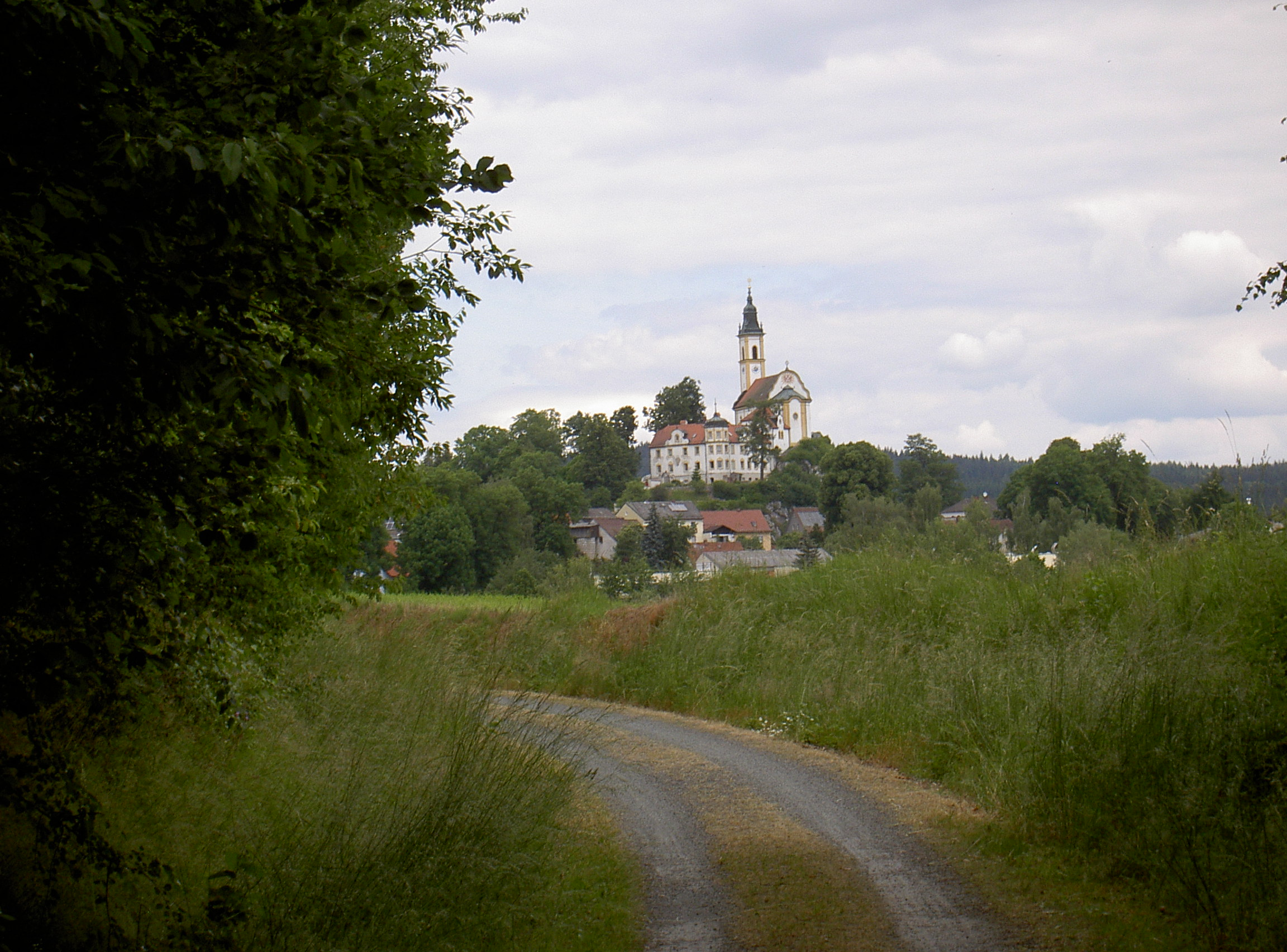
Bockl-Radweg bei Pleystein
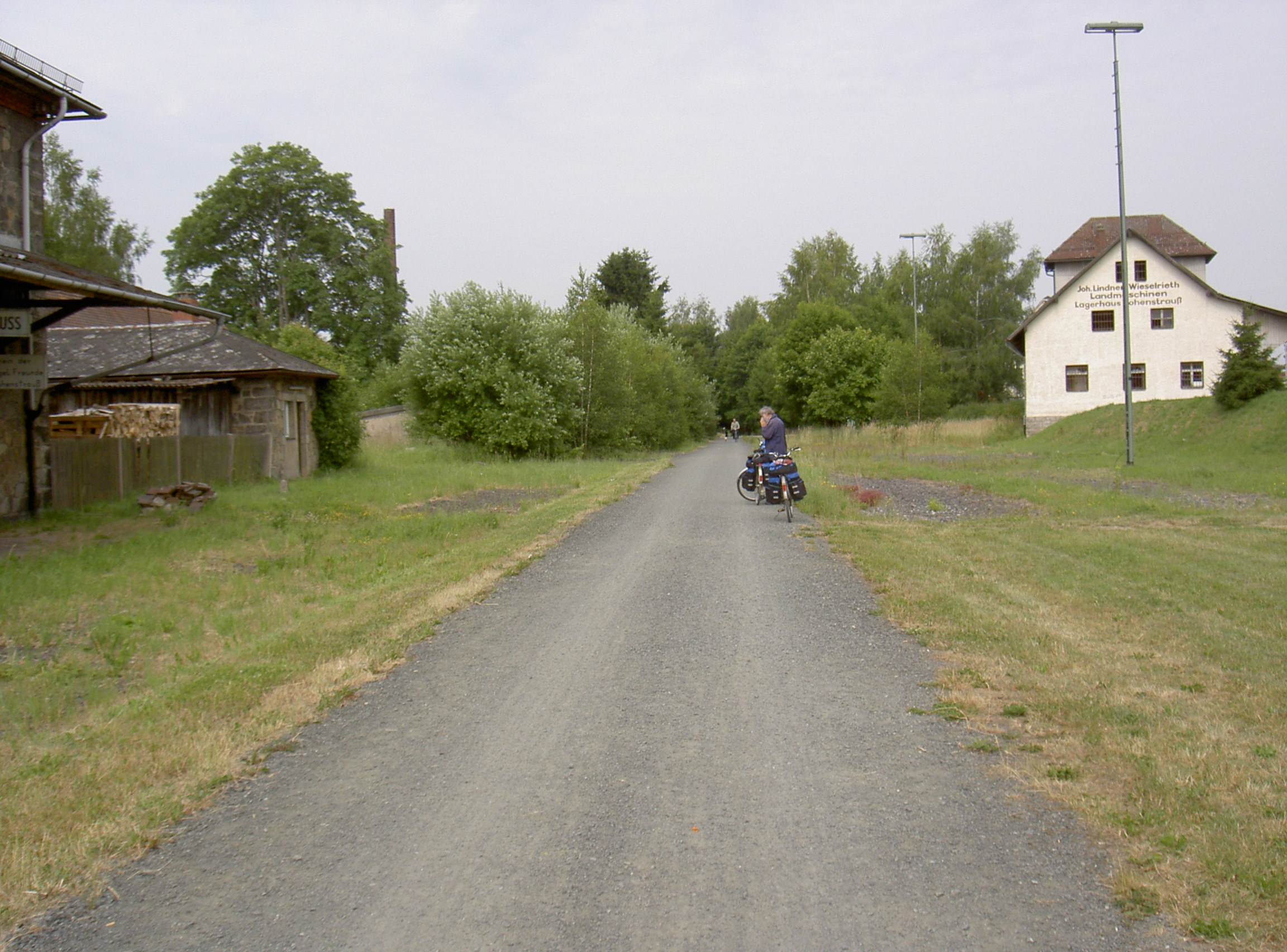
Bockl-Radweg beim Bahnhof Vohenstrauß
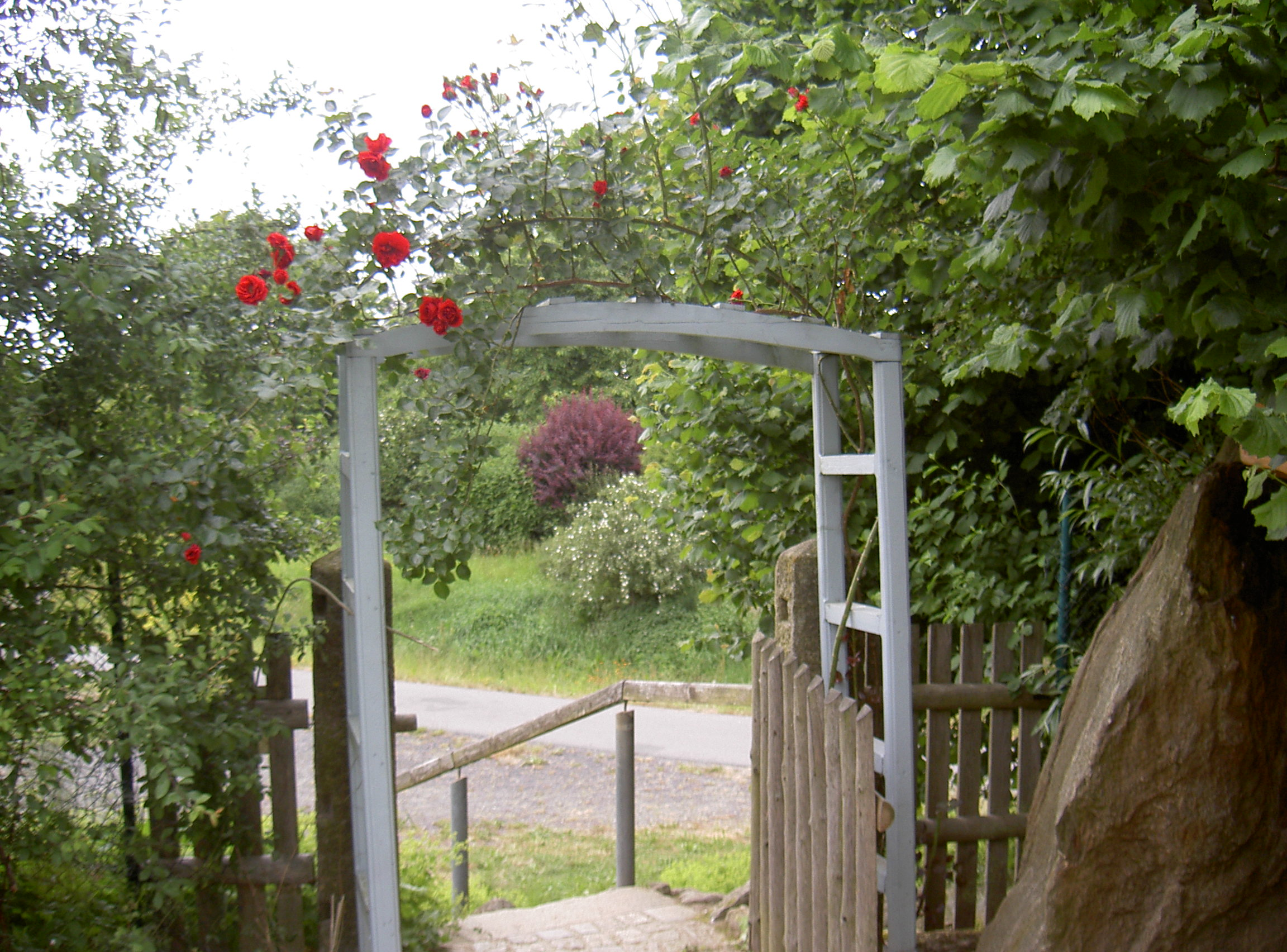
Bockl-Radweg bei Floß